# Abu Sulayman al-Naser
Abū Sulaymān al-Nāṣer (in arabo أبو سليمان الناصر‎?; ... – 2011) è stato un militare e terrorista iracheno di Da'esh.

## Biografia
Successore di Abū Ayman al-ʿIrāqī, Emiro di Da'esh per Latakia, è dal 2010 a capo del Consiglio di guerra di Da'esh.
Si sa assai poco di lui, salvo che è succeduto ad Abū Ayyūb al-Maṣrī, leader di Da'esh, ucciso assieme all'altro leader del gruppo gihadista Abū ʿOmar al-Baghdādī nel corso di un'operazione congiunta USA-Iraq a Tikrīt nell'aprile del 2010.
Il nuovo responsabile della struttura di Da'esh per le operazioni belliche fu indicato all'epoca come al-Nāṣer li-Dīn Allāh Abū Sulaymān, nome di battaglia di Niʿmān Salmān Manṣūr al-Zaydī.
Si dice sia stato detenuto a Camp Bucca, prigione nella provincia di al-Baṣra.
Le Forze di sicurezza irachene hanno affermato di aver ucciso Abū Sulaymān al-Nāṣer nel febbraio del 2011 a Hīt, a ovest di Baghdad. Tuttavia Da'esh ha smentito tale notizia un mese dopo. Abū Sulaymān al-Nāṣer non ha rilasciato alcun comunicato pubblico fin quando non è stato nominato responsabile della struttura di Da'esh incaricata degli affari bellici (una sorta di "Ministero della Guerra").
Ha ricoperto ruoli di rilievo nelle varie manifestazioni gihadista, fin quando è nato Da'esh, partecipando all'insurrezione contro il governo iracheno.
Il 7 novembre 2014, un raid aereo statunitense che aveva come obiettivo un incontro di esponenti di Da'esh a Mosul, ha ucciso 20 militanti gihadisti, incluso Abū Ayman al-ʿIrāqī, all'epoca capo del Consiglio Militare dell'organizzazione takfirista. Egli fu sostituito da Abū Sulaymān al-Nāṣer come responsabile militare di Da'esh.